# John Stuart Blackie
John Stuart Blackie (Glasgow, 1809. július 28. – Edinburgh, 1895. március 2.) skót filológus és költő.

## Életútja
Eleinte ügyvéd volt Edinburghben. 1834-ben lefordította Goethe Faustját, majd a Foreign Quarterly Review, Blackwoods Magazine, Westminster Review és más folyóiratokban publikált. 1841-ben az aberdeeni Marishal College-ben a latin, 1852-ben Edinburghben a görög nyelv tanára lett. 1882-től Londonban élt és 1890/91-ben a Goethe Society elnöke volt. Politikai munkáiban a mérsékelt haladás híve. Megírta Burns életrajzát is.

## Munkái
- The pronunciation of Greek, accent and quantity (1852)
- Discourses on beauty, with an exposition of the theory of beauty according to Plato (1858)
- Homer and the Iliad (1866, 4 kötet)
- Horsae hellenicae, essays and discussions on some important points of Greek philology and antiquity (1874)

### Költői munkái
- Lays and legends of ancient Greece, with other poems (1857)
- Lyrical poems, English and Latin (1860)
- Musa burschicosa, a book of songs for students and university men (1869)
- Lays of the Highlands and Irlands (1872)
- Songs of religion and life (1876)
- The Scottish Highlanders and the land laws (1885)
- Scottish song: its wealth, wisdom and significance (1889)

### Filozofiai témájú művei
- Four phases of morals: Socrates, Aristotle, christianity, utilitarianism (1871)
- Essay on self-culture, intellectual, physical and moral (1873)
- The natural history of atheisme (1877)
- The wise men of Greece, in a series of dramatic dialogues (1877)
- Lay sermons (1881)
- Altavona: Fact and fiction from my life in the Highlands (1882)
- Essays on subjects of moral and social interests (1890)

### Politikai tárgyú művei
- The constitutional association (1867)
- On Democracy (1867)
- Political tracts (1868)